# O-31 (Turkije)
De O-31, voluit Otoyol 31, is een 127,8 kilometer lange snelweg in Turkije. De snelweg verbindt İzmir met Denizli en werd aangelegd vanaf 1996. De snelweg begint bij de ring om Izmir (O-30). In oktober 2024 werd het stuk tussen Aydın en Kuyucak geopend.
O-1 · 
O-2 · 
O-3 · 
O-4 · 
O-5 · 
O-6 · 
O-7 · 
O-20 · 
O-21 · 
O-21A · 
O-22 · 
O-30 · 
O-31 · 
O-32 · 
O-33 · 
O-50 · 
O-51 · 
O-52 · 
O-53 · 
O-54 · 
O-57